# Liotryphon punctulatus
Liotryphon punctulatus là một loài tò vò trong họ Ichneumonidae.